# G.V. Hennebont
G.V. Hennebont (pełna nazwa Garde Du Voeu Hennebont Tenis de Table) – francuski klub tenisa stołowego założony w 1969 w mieście Hennebont. Głównym sponsorem klubu jest niemiecki producent sprzętu do tenisa stołowego Tibhar.

## Kadra
Zawodnicy
- Kalinikos  Kreanga
- Ryu Seung-min
- Bai Fengtian
- Wang Xin
- Dorian Quentel
- Wang Zengyi

Sztab
- Prezes: Bruno Abraham
- Trener: Boris Abraham
- Trener młodzieży: Jérôme Boyer
- Trener młodzieży: Quentin Dano

## Osiągnięcia
- Mistrz Francji 2005
- Mistrz Francji 2006
- Mistrz Francji 2007
- Mistrz Francji 2009